# Christian Paty
Dzack
Christian Paty, alias Dzack, est un auteur-dessinateur de bandes dessinées français né le 14 mars 1969 à Nantes.

## Biographie
Christian Paty passe une partie de son adolescence à Saint-Nazaire, où il obtient son baccalauréat A (littéraire) à la fin des années 1980. Roughman, puis directeur artistique dans une agence de publicité à Rennes, sa carrière dans la bande-dessinée prend un nouvel essor à partir de 1997, lorsqu'il s'associe à Tiburce Oger pour réaliser deux tomes de la série Damoiselle Gorge. 
À partir de 2005, il publie la série Les Blondes (MC Productions puis Soleil Productions), sous le pseudonyme de Dzack, épaulé par le scénariste Gaby et le coloriste Yoann Guillo.

## Publications
- La Belle et la Bête, éditions One Shot, 1996
- Damoiselle Gorge, avec Tiburce Oger, éditions Vents d'Ouest :

1. La Forêt qui dansait, 1997[2]
2. Les Vingt Roseaux, 1998

- L'Angeolende, éditions Vents d'Ouest :

1. Le Maître-Monture, 1999

- La Cicatrice du Souvenir, avec Ange, éditions Soleil Productions :

1. Les Évadés de Kanash, 2001
2. Le Cristal de Baïn, 2002
3. Le Livre d'Erkor, 2002

- Kookaburra Universe, avec Ange, éditions Soleil Productions :

1. Taman Kha, 2003
2. Mano Kha, 2004

- Les Blondes[3], dessin (sous le pseudonyme de Dzack), avec Gaby (scénario) et Yoann Guillo (couleur), série (éditions MC Productions puis Soleil Productions), à partir de 2005
- La Geste des Chevaliers Dragons avec Ange, éditions Soleil Productions :

1. Les Jardins du Palais, 2006
2. La Mer close, 2016

- Paroles de Verdun, collectif, éditions One Shot, 2007
- Polnareff[4], collectif, éditions Soleil Productions, 2007
- Nota Bene, scénario de Benjamin Brillaud et Mathieu Mariolle, dessins de Christian Paty, éditions Soleil Productions :

1. Petites histoires, grands destins ![5], 2019  (ISBN 978-2-3020-7546-7)
2. À la rescousse de l'histoire[6], 2019  (ISBN 978-2-302-07887-1)
3. La mythologie nordique[7], 2020  (ISBN 978-2-302-08959-4)

- Les Etoiles de l'Histoire, scénario de Bernard Swysen, dessins de Christian Paty, Dupuis :

1. Marilyn Monroe[8],[9], 2020
2. Brigitte Bardot[10],[11],[12], 2020